# 诺里斯·布拉德伯里
诺里斯·布拉德伯里（英語：Norris Edwin Bradbury，1909年5月30日—1997年8月20日）是美国的物理学家，1945年至1970年间曾任洛斯阿拉莫斯国家实验室主管。实验室的前任主管罗伯特·奥本海默曾在二战期间曼哈顿计划中与他合作密切，并亲自选定他担任主管一职。在三位一體核试验中，布拉德伯里负责了“小工具”的最终装配。